# Vanleer
Vanleer est une municipalité américaine située dans le comté de Dickson au Tennessee.
Selon le recensement de 2010, Vanleer compte 395 habitants. La municipalité s'étend sur 0,65 mille carré (1,68 km2).
La localité est fondée au début des années 1890. Elle doit probablement son nom à Anthony Wayne Van Leer, qui a acheté le fourneau voisin de Cumberland au début du XIXe siècle. Vanleer devient une municipalité en 1915.